# André Suchetet
Luc André Suchetet, född den 6 mars 1849 i Elbeuf (departementet Seine-Inférieure), död den 15 juli 1910 i Bréauté (departementet Seine-Inférieure), var en fransk naturforskare och politiker.
Suchetet sysslade först praktiskt med lantbruk, men gjorde sig framför allt känd i den lärda världen genom en del experiment och skrifter om hybridationsfenomenet. "Ingen har mer än han bidragit att sprida ljus över det ryktbara problemet om hardjuren (leporiderna)", sade en Suchetets samtida landsman. Hans huvudarbete är Des hybrides à l'état sauvage (1897). Suchete deltog även flitigt i det kommunala och politiska livet och tillhörde som deputerad (1898, omvald 1902 och 1906) liberala centern, i vilken egenskap han intresserade sig i synnerhet för lantbruks- och arbetarfrågor.